# (157) Dejanira
(157) Dejanira – planetoida z grupy pasa głównego asteroid.

## Odkrycie
Została odkryta 1 grudnia 1875 roku w Marsylii przez Alphonse’a Borrelly’ego. Nazwa planetoidy pochodzi od Dejaniry, córki Altei i Ojneusa, drugiej żony Heraklesa w mitologii greckiej.

## Orbita
(157) Dejanira okrąża Słońce w ciągu 4 lat i 54 dni w średniej odległości 2,58 j.a. Od tej planetoidy wzięła nazwę rodzina planetoidy Dejanira.